# Geelstaart
De geelstaart (Ocyurus chrysurus) is een straalvinnige vis uit de familie van snappers (Lutjanidae) en behoort derhalve tot de orde van baarsachtigen (Perciformes). De vis kan maximaal 86 centimeter lang en 4070 gram zwaar worden. De hoogst geregistreerde leeftijd is 14 jaar. De wetenschappelijke naam van de soort is voor het eerst geldig gepubliceerd in 1791 door Bloch.

## Leefomgeving
De geelstaart is een zoutwatervis. De vis prefereert een subtropisch klimaat en leeft hoofdzakelijk in de Atlantische Oceaan. De diepteverspreiding is 0 tot 180 meter onder het wateroppervlak.

## Relatie tot de mens
De geelstaart is voor de visserij van aanzienlijk commercieel belang. In de hengelsport wordt er weinig op de vis gejaagd. De soort kan worden bezichtigd in sommige openbare aquaria.
Voor de mens is de geelstaart potentieel gevaarlijk, omdat er vermeldingen van ciguatera-vergiftiging zijn geweest.